# Мехтилд фон Хонщайн
Мехтилд фон Хонщайн (на немски: Mechtild von Honstein; † ок. 1436) е графиня от род Хонщайн-Клетенберг и чрез женитба господарка на Кверфурт.

## Произход
Тя е вероятно дъщеря на граф Ернст II фон Хонщайн-Клетенберг († 1426, убит при Аусиг) и съпругата му графиня Анна (София) фон Щолберг († 1436); или вероятно е дъщеря на граф Хайнрих VII фон Хонщайн-Клетенберг († 1408/1409) и съпругата му принцеса Анна фон Брауншвайг-Грубенхаген († 1409). Ернст II фон Хонщайн-Клетенберг е неин брат, син на граф Хайнрих VII фон Хонщайн-Клетенберг.

## Фамилия
Мехтилд фон Хонщайн се омъжва пр. 10 април 1436 г. за Гебхард XVIII фон Кверфурт († 12 февруари 1440) от фамилията на графовете Кверфурти на род Мансфелд, син на Протце фон Кверфурт († 1426, при Аусиг) и първата му съпруга Агнес фон Глайхен († пр. 1412). Те имат една дъщеря:
- Агнес фон Кверфурт († между 11 август 1475 и 9 ноември 1481), омъжена пр. 22 май 1448 г. за Венцел фон Биберщайн, господар в Зорау, Беесков и Щорков († 1472)